# Leuchtturm Lausitz
Der Leuchtturm Lausitz, mitunter nach dem Ort auch Leuchtturm-Geierswalde genannt, ist Teil eines Hotels und Restaurants am Geierswalder See in Elsterheide-Geierswalde in der sächsischen Lausitz.
Der Turm ist kein offiziell registriertes Navigationszeichen, dient aber dem Sportbootverkehr als Orientierung. Auf der Turmspitze leuchtet nachts ein weißes Rundumlicht.
Im Leuchtturm, der auf einen achteckigen Eingangs- und Restaurantbau aufgesetzt ist, gibt es vier Etagen mit Gästezimmern.